# Макс Штеенбек
Макс Штеенбек (нім. Max Steenbeck; 21 березня 1904, Кіль, Німецька імперія — 15 грудня 1981, Берлін, НДР) — німецький фізик. У 1935 році розробив перший працюючий бетатрон, а в 1947 — першу газову центрифугу для розділення ізотопів урану.

## Біографія
Народився в учительській родині. Шкільну освіту здобув більшою частиною в батьківському домі. Після отримання атестата поступив в Університет імені Християна Альбрехта, де до 1927 р. спочатку вивчав хімію, а потім фізику у Ганса Гейгера і Вальтера Косселя. Останній був керівником його дисертації, захищеної в 1929 р. і присвячена вимірювання інтенсивності рентгенівських променів. У 1929 р. одружився з Мартою Вітт (нар. в Кілі в 1902 р.), від цього шлюбу народилося троє дітей.
Після завершення експериментальної частини дисертації Штеенбек поступив як керівник лабораторії в дослідницький підрозділ фірми «Сіменс-Шуккерт», де він працював до 1945 року. У 1943 р. він був технічним керівником, а потім нетривалий час керівником електричних підстанцій району Берліна, в якому розташовувалися підприємства «Сіменс».
Перші дослідні теми Штеенбека були пов'язані з газовим розрядом. У 1937 році він сконструював бетатрон. З 1936 р. Штеенбек неодноразово запрошувався на професорську роботу в університети. Але він відхиляв пропозиції, оскільки не хотів переривати роботу на «Сіменс-Шуккерт». В 1937 році під його керівництвом було створено імпульсна рентгеноскопічна камера, за допомогою якої були експериментально вивчені вибухові властивості кумулятивних снарядів для розроблюваних в той час в Німеччині фаустпатронів. З 1940 року по військових замовленнях працював над проблемами виявлення магнітних хв. Одночасно Штеенбек проводив роботи з потужнострумових напівпровідників для оптимізації роботи випрямлячів.

### Робота в СРСР
До початку війни в наукових колах СРСР ім'я М. Штеенбека було добре відомо внаслідок його двотомного навчального посібника і однією з перших у світовій літературі основоположної робот з фізики плазми (1939), російський переклад цієї книги був опублікований у трьох випусках журналу «Успіхи фізичних наук» в 1941 році (Ромпей Р., Штеенбек М. Гази в стані плазми. // Успіхи фізичних наук. — 1941. — № 2-4). Ім'я Штеенбека було добре відомо Л. А. Арцимовичу, який прибув у Берлін як «демонтажник» у травні 1945 року. Знайти Штеенбека йому відразу не вдалося, після вступу Червоної Армії до Берліна у квітні 1945 року його, як одного з керівників фірми «Сіменс-Шуккерт», без особливого розбору визнали нацистом, він був узятий в полон і до середини вересня перебував у концтаборі для військовополонених у Познані, де М. Штеенбек важко захворів і був майже при смерті. «Через кілька днів, — згадував Штеенбек, — я повинен був опинитися в хлорному бараці, якби не сталося чудо, один з офіцерів НКВС табору (в минулому інженер) не згадав, що моє ім'я він чув до війни, і він повідомив далі куди слід».
Далі, багато в чому завдяки допомозі Л. А. Арцимовича, Штеенбек був відправлений в Сухумі, де він повинен був працювати в рамках проекту щодо створення радянської атомної бомби. У загальній кіл в колишніх корпусах пансіонатів, спішно переобладнаних в лабораторії і обнесених колючим дротом, працювало понад 100 німецьких фахівців. На базі цих лабораторій було створено Сухумський фізико-технічний інститут (SIPT). Штеенбек керував групою, яка працювала над збагаченням урану, в яку входили, зокрема і інженери Гернот Циппе і Рудольф Шеффель.
Після численних невдалих спроб з використанням різних методів розділення вони розробили спосіб поділу ізотопів урану з допомогою газової центрифуги. У ці роки він регулярно приїжджав також до Москви і брав участь (як консультант) з проблеми електромагнітного збагачення ізотопів урану в роботі лабораторії Л. А. Арцимовича, з яким у нього встановилися тісні професійні та дружні стосунки, які тривали згодом аж до смерті Л. А. Арцимовича.
У січні 1951 року результати робіт з розвитку газової центрифуги були докладені на засіданні Технічної ради, а у вересні 1952 року група Штеенбека була переведена з Сухумі в Ленінград на ОКБ Кіровський завод. Тут група Штеенбека продовжила роботу по створенню промислового зразка газової центрифуги. На початку 1953 року на засіданні Технічної ради було визнано переваги газової центрифуги групи Штеенбека над моделлю, що розробляється під керівництвом Є.Каменєва, і прийнято рішення подальшого розвитку і виробництва центрифуг, розробленої групою Штеенбека. Надалі, вже без участі групи Штеенбека, гідності проектів обох груп, як і оригінальний спосіб безперервного відбору продукту — збагаченої газової фракції урану, розроблений в групі професора В. К. Кікоїна, були реалізовані в остаточних моделях газової центрифуг, вироблених в СРСР. Ці видатні роботи забезпечили Радянський Союз самою передовою технологією розділення ізотопів урану.
Німецьких вчених у вересні 1953 року перевели на «карантин» і дали свободу вибору роботи з відкритої наукової тематики. У зв'язку з цим група Штеенбека була переведена в Київ. У фізичному інституті Української Академії наук М. Штеенбек працює над проблемами напівпровідників, а також публікує роботу по геофізиці. М. Штеенбек постійно порушував питання про повернення його і його родини в Німеччину, особливо у зв'язку з тим, що він хотів, щоб його старша дочка мала можливість закінчити гімназію неодмінно в Німеччині. Його співробітники Гернот Циппе і Рудольф Шеффель також перебували аж до від'їзду до Німеччини разом з ним в Києві і були, по суті, безробітними.

## Повернення до Німеччини
26 липня 1956 р. Штеенбеку дозволяють переїхати в НДР. Співробітники Штеенбека, Гернот ЦІППО і Рудольф Шеффель, які опинилися на Заході, патентують технологію по газовим центрифуг в Західній Німеччині, відомої сьогодні як «ЦІППО-центрифуга». 

## Робота в Німеччині

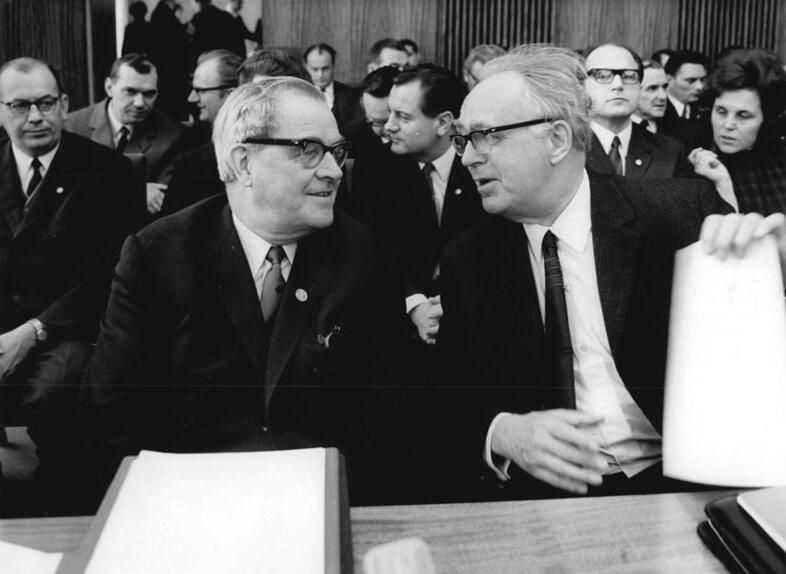
Макс Штеенбек (праворуч) разом з колишнім президентом Академії наук НДР Германом Кларі (1970 р.)

З 1956 по 1959 р. M. Штеенбек працював в Йенському університеті імені Фрідріха Шиллера, де він викладав в інституті фізики плазми. Одночасно до 1960 р. він очолював Інститут магнітних матеріалів в Єні, потім був там же директором Інституту магнітогідродинаміки.
З 1956 р. був членом АН НДР, з 1966 р. по 1972 р. — її віце-президентом. З 1957 р. по 1962 р. очолював роботи з ядерної фізики та енергетики НДР. У 1966 році був обраний іноземним членом Академії наук СРСР по Відділенню загальної та прикладної фізики.

## Нагороди
- Нагороджений Великою золотою медаллю ім. М. в. Ломоносова (1972) за видатні досягнення в галузі фізики плазми та прикладної фізики
- Нагороджений премією «Енергія» фонду Альфреда Круппа фон Болена (1977) за видатний внесок у розвиток виробництва атомної енергії.

## Мемуари
- Max Steenbeck Impulse und Wirkungen. Schritte auf meinem Lebensweg. (Verlag der Nation, 1977)

## Праці
- R. Rompe and M. Steenbeck. Der Plasmazustand der Gase. In Ergebnisse der exakten Naturwissenschaften, volume 18, pages 257{376. Springer, 1939
- Max Steenbeck Probleme und Ergebnisse der Elektro - und Magnetohydrodynamik (Akademie-Verl., 1961)
- Max Steenbeck, Fritz Krause, and Karl-Heinz Rädler Elektrodynamische Eigenschaften turbulenter Plasmen (Akademie-Verl., 1963)
- Max Steenbeck Wilhelm Wien und sein Einfluss auf die Physik seiner Zeit (Akademie-Verl., 1964)
- Max Steenbeck Die wissenschaftlich-technische Entwicklung und Folgerungen für den Lehr - und Lernprozess im System der Volksbildung der Deutschen Demokratischen Republik (VEB Verl. Volk u. Wissen, 1964)
- Max Steenbeck Wachsen und Wirken der sozialistischen Persönlichkeit in der wissenschaftlich-technischen Revolution (Dt. Kulturbund, 1968)
- Max Steenbeck Impulse und Wirkungen. Schritte auf meinem Lebensweg. (Verlag der Nation, 1977)